# Milan Opočenský
Prof. ThDr. Milan Opočenský (5. července 1931 Hradec Králové – 31. ledna 2007 Praha) byl český teolog, filozof, duchovní Českobratrské církve evangelické, profesor Komenského evangelické bohoslovecké fakulty v Praze, po roce 1990 Evangelické teologické fakulty Univerzity Karlovy, které dopomohl k získání nových prostor v Černé ulici.
Patřil k žákům J. L. Hromádky. Zabýval se teologií Petra Chelčického a vztahem křesťanství a marxismu, revolucemi a takzvanou teologií osvobození. V letech 1960 – 1968 byl M. Opočenský předsedou komise mládeže při Křesťanské mírové konferenci.
V letech 1967–1973 zastával funkci evropského tajemníka Světové studentské křesťanské federace (WSCF), v období 1989 až 2000 působil jako generální tajemník Světového reformovaného svazu (WARC).